# Tobel-Tägerschen
Tobel-Tägerschen ist eine politische Gemeinde im Bezirk Münchwilen des Schweizer Kantons Thurgau. Sie entstand 1999 durch die Vereinigung der beiden Ortsgemeinden Tägerschen und Tobel. Gleichzeitig trennte sich die Ortsgemeinde Braunau von der Munizipalgemeinde Tobel ab und bildet seither eine eigene politische Gemeinde.

## Geografie
Tobel-Tägerschen liegt am Südrand des Lauchetals an der Hauptstrasse Märstetten–Wil SG. Die Gemeinde besteht aus den heute nahtlos zusammengebauten Ortsteilen Tobel und Tägerschen, den Weilern Erikon, Karlishub und Thürn sowie zahlreichen Kleinstsiedelungen und Einzelhöfen.
Die Gemeinde hat mit Tobel-Affeltrangen und Tägerschen zwei Bahnhöfe an der Bahnlinie Weinfelden–Wil.

## Geschichte

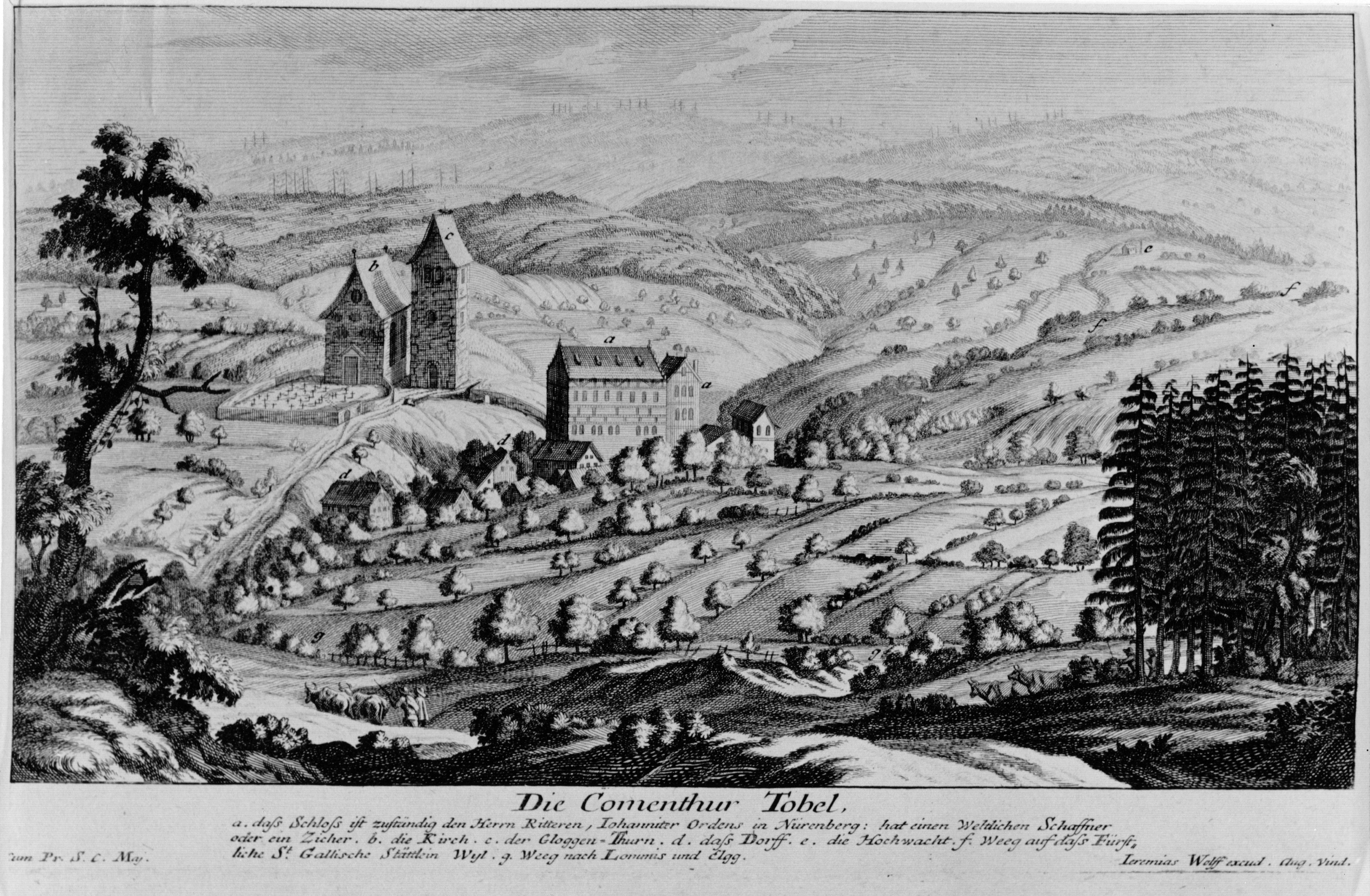
Johanniterkomturei Tobel zwischen 1706 und 1724

Der Grosse Rat des Kantons Thurgau bewilligte 1998 die Fusion der bisherigen Ortsgemeinden Tobel und Tägerschen zu einer Einheitsgemeinde, die auf Wunsch der Bevölkerung den Doppelnamen Tobel-Tägerschen bekam. Seit dem 1. Januar 1999 bilden nun die beiden Dörfer mit ihrem gemeinsamen Siedlungsgebiet zusammen eine politische Gemeinde.
Die Geschichte von Tobel und Tägerschen ist eng verbunden mit der damaligen Johanniterkomturei,
die zwischen 1226 und 1228 gegründet wurde. Bis zum Ende des 15. Jahrhunderts baute die Komturei durch systematischen Erwerb die Herrschaft Tobel auf. 1807 übernahm der Kanton Thurgau die Komturei und richtete 1811 dort eine Arbeitsanstalt für Männer und Frauen ein. 1973 wurde die kantonale Strafanstalt in der ehemaligen Komturei Tobel aufgelöst.
→ siehe auch Abschnitt Geschichte im Artikel Tobel TG

→ siehe auch Abschnitt Geschichte im Artikel Tägerschen

## Wappen

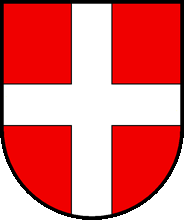
Tobel

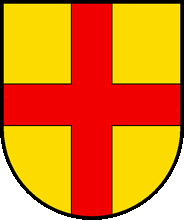
Tägerschen

Tobel-Tägerschen

Blasonierung: Schräg links geteilt von Rot mit weissem Kreuz und von Gelb mit rotem Kreuz, beide Kreuze mit gestutzten Schenkeln gegen die Teilungslinie, so dass diese sich nur mit den Eckpunkten berühren.
Bis ins Jahr 2012 verwendete die Politische Gemeinde die Wappen der beiden ehemaligen Ortsgemeinden. Auf Wunsch der Kantonsregierung liess die Gemeinde im Jahr 2012 die beiden Wappen von Tägerschen und Tobel zu einem neuen Gemeindewappen zusammenfügen. Es zeigt das Johanniterkreuz und nimmt damit Bezug auf die Kommende Tobel des Johanniter- bzw. Malteserordens, die von 1228 bis 1809 bestand.

## Bevölkerung
| Hier fehlt eine Grafik, die leider im Moment aus technischen Gründen nicht angezeigt werden kann. Wir arbeiten daran! |

|                         | 1850 | 1900 | 1950 | 1990 | 2000 | 2010 | 2018 | 2023 |
| ----------------------- | ---- | ---- | ---- | ---- | ---- | ---- | ---- | ---- |
| Politische Gemeinde     |      |      |      |      | 1280 | 1382 | 1601 | 1637 |
| Ortsgemeinde Tägerschen | 226  | 214  | 272  | 389  |      |      |      |      |
| Ortsgemeinde Tobel      | 385  | 412  | 558  | 739  |      |      |      |      |

Von den insgesamt 1637 Einwohnern der Gemeinde Tobel-Tägerschen am 31. Dezember 2023 waren 302 bzw. 18,4 % ausländische Staatsbürger. 581 (35,5 %) waren römisch-katholisch und 427 (26,1 %) evangelisch-reformiert. Die Ortschaft Tobel zählte zu diesem Zeitpunkt 962 Bewohner, die Ortschaft Tägerschen 675.

## Wirtschaft
Im Jahr 2016 bot Tobel-Tägerschen 441 Personen Arbeit (umgerechnet auf Vollzeitstellen). Davon waren 9,0 % in der Land- und Forstwirtschaft, 36,7 % in Industrie, Gewerbe und Bau sowie 54,3 % im Dienstleistungssektor tätig.
→ siehe auch Abschnitt Wirtschaft im Artikel Tobel TG

## Sehenswürdigkeiten
Tobel ist im Inventar der schützenswerten Ortsbilder der Schweiz aufgeführt.

## Persönlichkeiten
- Fridolin Suter (1863–1937), in Tobel geboren, Ehrendomherr in Solothurn und Ehrenbürger von Bischofszell

## Besonderes
Tobel-Tägerschen war Start- und Zielort einer Etappe der Tour de Suisse 2011.